# Виноградова, Анастасия
Анастасия Виноградова (род. 27 февраля 1977) — латвийская шашистка, международный гроссмейстер с 2001 года. Победительница (1997, по версии МАРШ) и двукратный бронзовый призёр (1993, по версии ФМЖД; 1995, по версии МАРШ) чемпионатов мира по русским шашкам, чемпионка мира и призёр чемпионатов мира среди девушек, многократная чемпионка Латвии.

## Биография
Анастасия Виноградова выросла в Риге (Латвия) и тренировалась у Владимира Данилова. Уже в 1993 году, на первом чемпионате мира по русским шашкам по версии ФМЖД в Керчи, Анастасия разделила третье место (вторым бронзовым призёром стала юная представительница Украины Людмила Свирь). На следующий год в Симферополе Виноградова стала первой чемпионкой мира среди девушек, также по версии ФМЖД. На чемпионате мира среди девушек по версии ФМЖД в Тирасполе (1996 год) взяла серебряную медаль (чемпионка мира — Наталья Моржаедова).
В дальнейшем основные успехи Виноградовой приходятся на чемпионаты мира по версии Международной ассоциации русских шашек (МАРШ). В 1995 году в таком турнире в Ухте она повторила свой успех двухгодичной давности, завоевав третье место, а в 1997 году в Баку стала чемпионкой мира, на пол-очка опередив целую группу преследовательниц из России Татьяну Тетерину и Наталию Степанову.
Помимо успехов на международном уровне, Анастасия Виноградова шесть раз становилась чемпионкой Латвии по шашкам-64. В 2001 году ей было присвоено звание международного гроссмейстера.